# NGC 5084
NGC 5084 este o liner situată în constelația Fecioara. A fost descoperită în 10 martie 1785 de către William Herschel. Se află la o distanță de 17,86 megaparseci de Pământ.